# Диниктис
Диниктис (лат. Dinictis, от др.-греч. δεινή ἴκτις «ужасная куница») — род вымершего семейства кошкоподобных хищников нимравид, или «ложных саблезубых тигров». Жили 20—30 миллионов лет назад. Их останки были обнаружены в штатах Южная Дакота и Небраска, США.

## Описание
В длину диниктис был 1 м и 60 см в холке. На каждой лапе имелось по пять пальцев с острыми когтями, на верхней челюсти имелись мощные зубы. Возможно он имел длинные, чувствительные усы. Также диниктис отличался от большинства саблезубых кошкообразных более длинным хвостом.

## Виды
- Dinictis cyclops
- Dinictis felina
- Dinictis priseus
- Dinictis squalidens

## Изображения

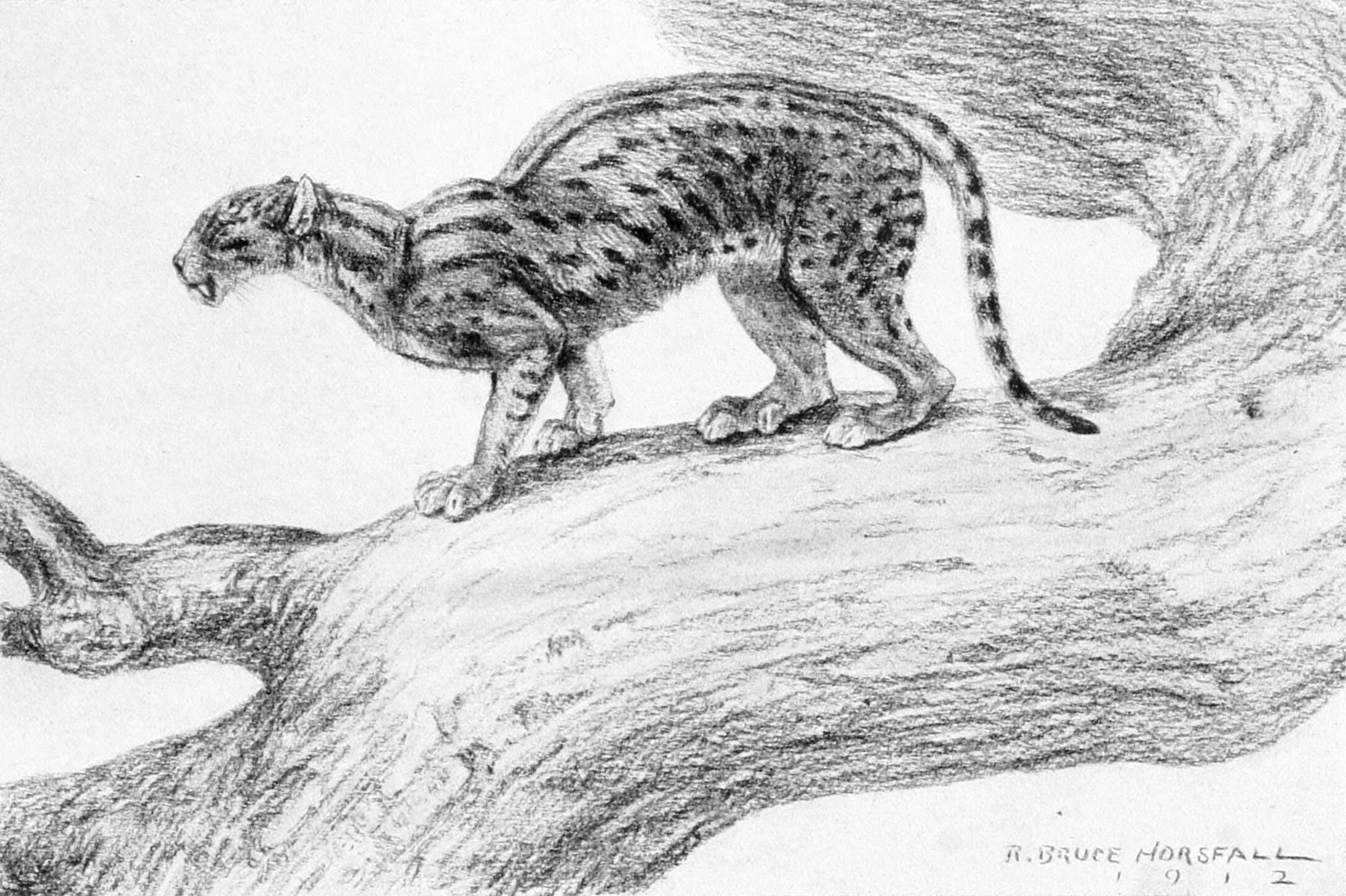
Реконструкция внешнего вида диниктиса (D. felinae)
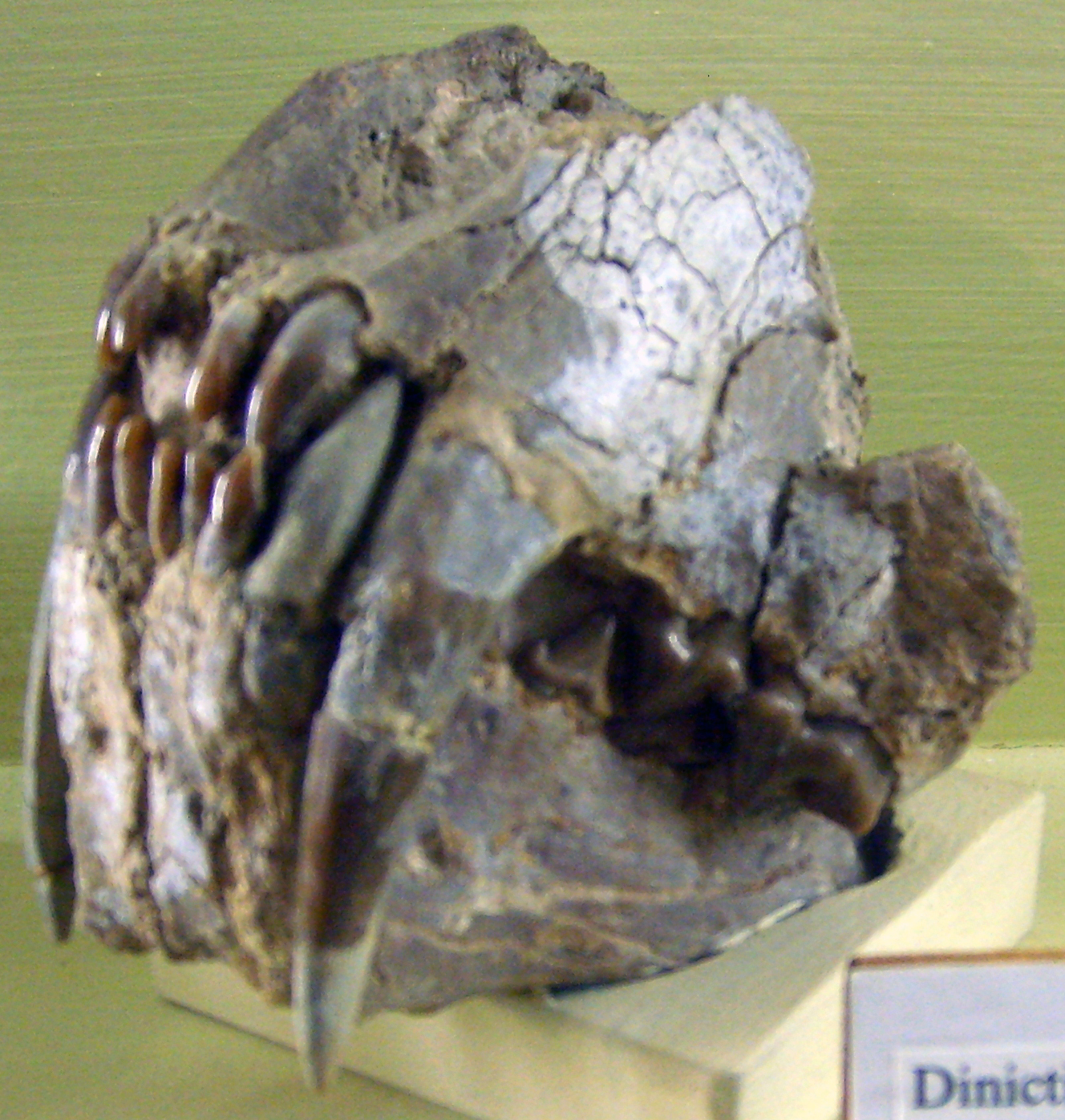
Фрагмент черепа Dinictis felina
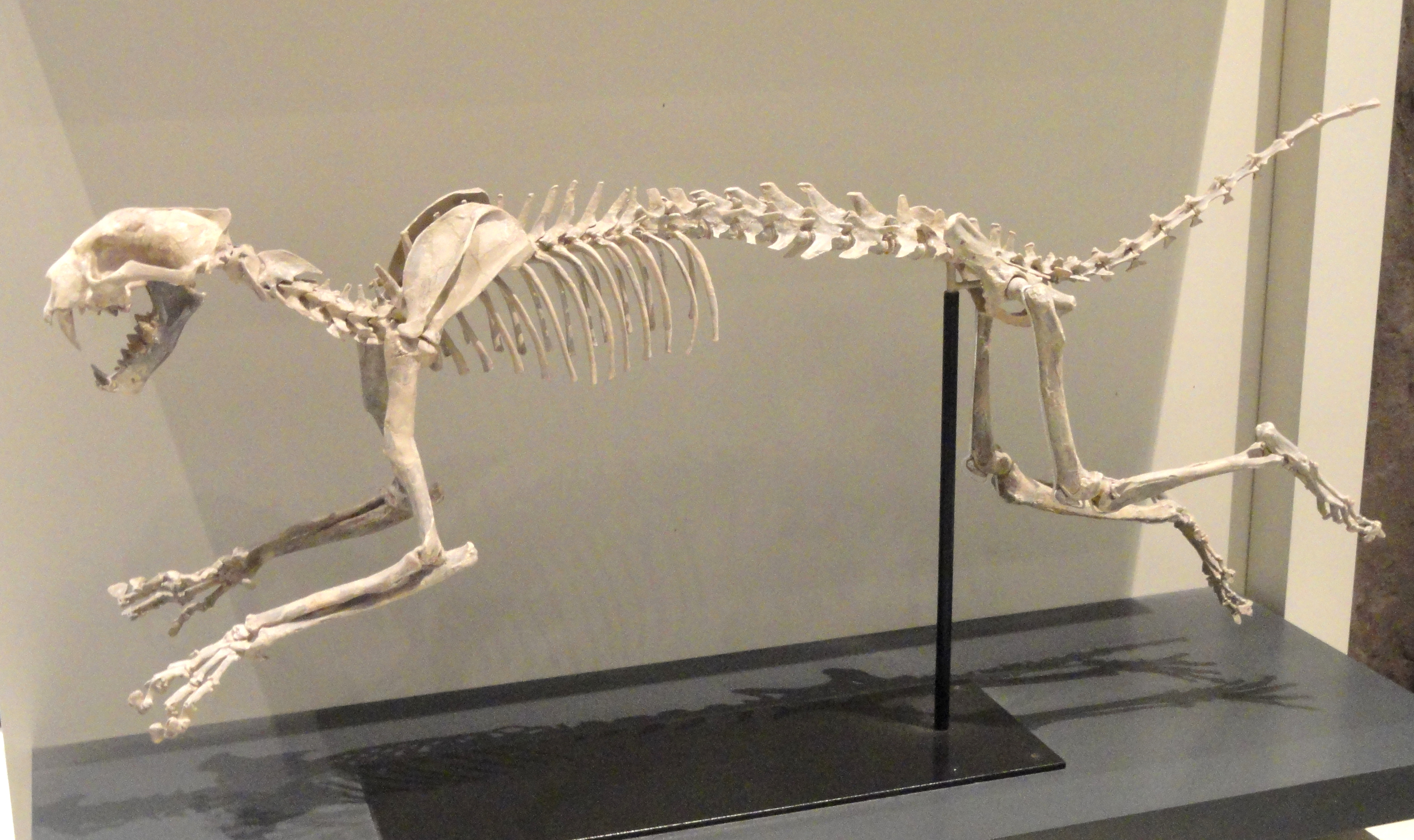
Скелет диниктиса из Королевского музея Онтарио, Торонто
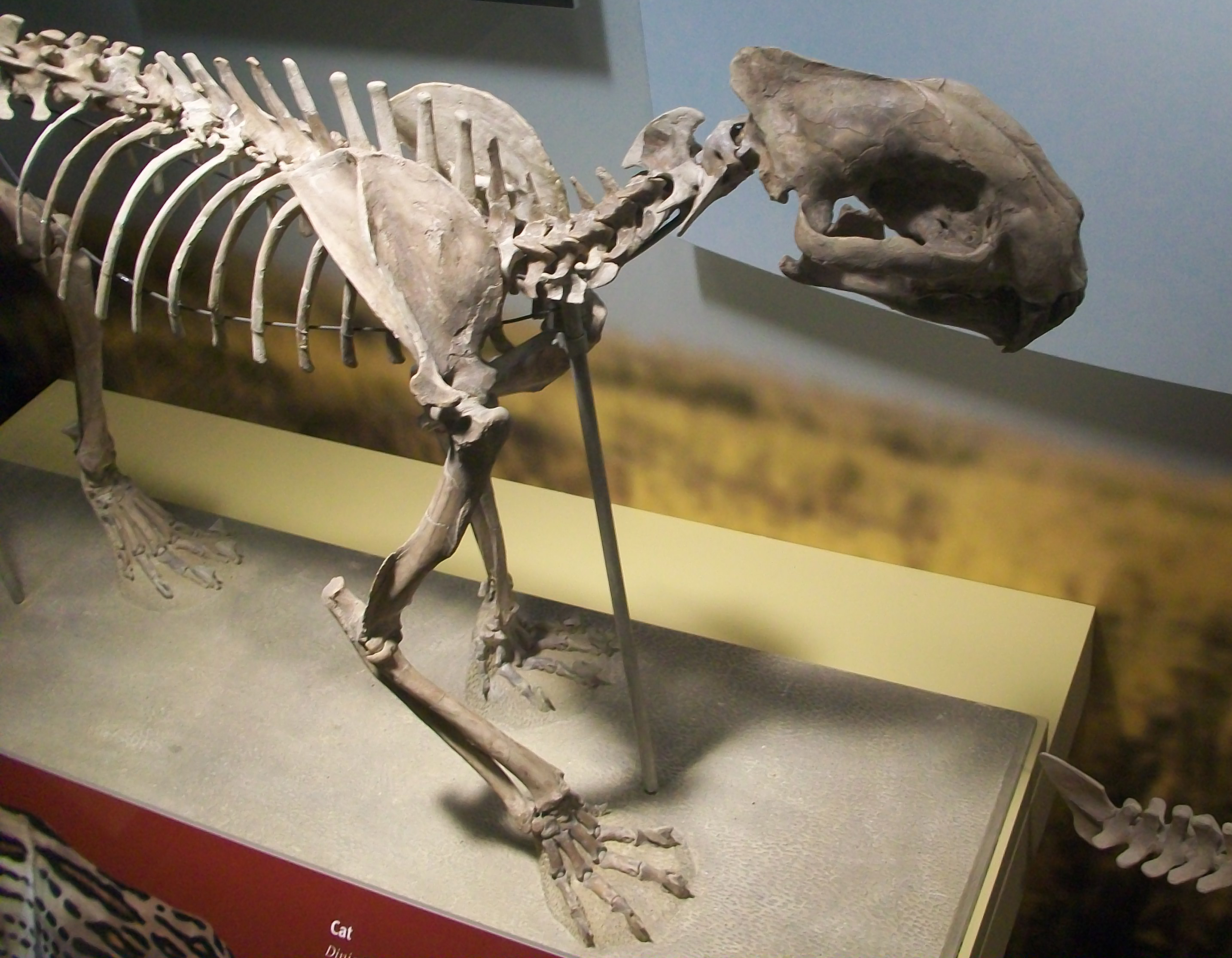
Скелет D. felina из Филдовского музея естественной истории